# Contexto
Contexto é a relação entre o texto e a situação em que ele ocorre dentro do texto. É o conjunto de circunstâncias em que se produz a mensagem que se deseja emitir - lugar e tempo, emissor e  receptor, etc. - e que permitem sua correta compreensão.

## História
Bronislaw Malinowski advogou uma importante teoria acerca do contexto de uso. Ele precisou de um termo que expressasse todo um ambiente que seria analisado, incluindo o ambiente verbal e a situação na qual o texto fosse falado. Sendo assim, com algumas apologias, criou o termo context of situation. Pelo contexto de uso, entendemos o ambiente onde o texto está sendo realizado.
Ainda assim, Malinowski precisou de outro tipo de contexto que desse conta não só do que estava acontecendo, mas também de aspectos culturais envolvidos: o contexto cultural. Para ele, esses dois tipos de contexto são fundamentais para se compreender um texto.
Influenciado pela noção de contexto de uso de Malinowski, J. R. Firth criou sua própria teoria linguística. Para ele, o conceito do autor somente adequava-se a textos específicos. Ele precisava de uma descrição de contexto de uso que abordasse diferentes textos como parte de uma ampla teoria linguística. Dessa maneira, os elementos envolvidos são: os participantes, a ação dos participantes, características da situação e efeitos da ação verbal.
Mais tarde, o antropólogo americano Dell Hymes, em seu trabalho na etnografia da comunicação, propôs outros elementos que também descrevessem o contexto de uso: a forma e conteúdo da mensagem, o cenário, os participantes, o efeito da comunicação, a chave, o meio, o gênero e as normas de interação. O seu trabalho procurava englobar as diferentes maneiras que a língua pudesse ser usada em diferentes culturas.
Para Michael Halliday, o sucesso na comunicação pode ser explicado pela previsão inconsciente, ou seja, quase nunca é surpresa o que queremos dizer em determinadas situações. Essas previsões são feitas a partir do contexto de uso. O tipo de descrição ou interpretação do contexto de uso que vem a ser mais adequada para o linguista é o que caracteriza os termos usados numa interação.
Halliday propôs que a análise do contexto de uso fosse feita a partir de três componentes, correspondendo a três metafunções:
- Campo do discurso: refere-se ao que está acontecendo, à natureza da ação social.
- Relações do discurso: refere-se à natureza dos participantes envolvidos na interação.
- Modo do discurso: refere-se às funções particulares que são determinadas pela língua na situação observada.

Sendo assim, o contexto de uso é definido pelo ambiente imediato em que determinado texto está sendo produzido. Este conceito é usado para explicar por que certos textos são ditos ou escritos em ocasiões particulares e por que outros não podem ser. A partir do momento em que o falante lê e ouve, ele faz previsões acerca do que será reproduzido em seguida, influenciado pelo contexto da interação.b
São todas as informações que acompanham um texto. Este pode ser:
•	Contexto imediato – são elementos que seguem ou precedem o texto imediatamente, incluindo circunstâncias que o motivam.
•	Contexto situacional – trata-se do contexto estabelecido pelos elementos fora do texto que lhe abrem possibilidades de maior entendimento.